# Communauté de communes Quercy Pays de Serres
La communauté de communes Quercy Pays de Serres est une communauté de communes française, située dans le département de Tarn-et-Garonne et la région Midi-Pyrénées.

## Historique
Créée le 31 décembre 1998, elle fusionne avec la Communauté de communes de Montaigu-de-Quercy Pays de Serres au 1er janvier 2014 pour former la communauté de communes du Pays de Serres.

## Composition
Elle était composée des communes suivantes :
| Nom                | Code Insee | Gentilé       | Superficie (km2) | Population (dernière pop. légale) | Densité (hab./km2) |
| ------------------ | ---------- | ------------- | ---------------- | --------------------------------- | ------------------ |
| Lauzerte (siège)   | 82094      | Lauzertins    | 44,56            | 1 482 (2014)                      | 33                 |
| Bouloc-en-Quercy   | 82021      | Boulocois     | 14,81            | 194 (2014)                        | 13                 |
| Miramont-de-Quercy | 82111      | Miramontains  | 14,90            | 336 (2014)                        | 23                 |
| Montagudet         | 82116      | Montagudetois | 12,18            | 201 (2014)                        | 17                 |
| Montbarla          | 82122      | Barlimontains | 7,38             | 152 (2014)                        | 21                 |
| Sainte-Juliette    | 82164      | Juliettiens   | 7,30             | 142 (2014)                        | 19                 |
| Sauveterre         | 82177      | Sauveterrois  | 17,40            | 174 (2014)                        | 10                 |
| Tréjouls           | 82183      | Tréjoulois    | 13,86            | 246 (2014)                        | 18                 |

## Sources
- Le SPLAF (Site sur la Population et les Limites Administratives de la France)
- La base ASPIC